# Borkulski
Borkulski (nem. Herren von Borkelo), tudi: Borckelo, Borchlo, Burchlo, Burclo ipd, so bili vestfalska plemiška rodbina.

## Zgodovina
Plemiči Borkulski so imeli v lasti gospostvo Borculo v Achterhoeku. Pokrival je približno sedanje območje občine Berkelland brez Ruurla in do leta 1616 tudi območje nekdanje občine Lichtenvoorde. Najpomembnejši kraji v gospostvu so bili mesti Borculo in Eibergen ter vasi Neede, Geesteren in Lichtenvoorde.
Rodbina se prvič pojavi v 12. stoletju. Približno v tem času je bil zgrajen grad Borculo skupaj z naseljem, rodbinskim sedežem družine. Kot prvi iz družine je Rudolf Borkulski omenjen kot Rotholfus de Burclo v dokumentu Münsterskega škofa Wernerja iz leta 1151 med plemiči. Leta 1173 se je Werner de Burchlo pojavil kot priča v dokumentu cesarja Friderika, ko je potrdil prodajo odvetniških pravic grofa Tecklenburga preko münstrske cerkve münsterskemu škofu. Henrik Borkulski se omenja leta 1182 in 1183 v dokumentih münsterskega škofa Hermana II. Katzenelnbogenskega. Henrik Borkulski je leta 1236 prodal Groenlo grofu Otonu II. Gelderskemu, ki je postal enklava na ozemlju Munstra. Henrik III. Borkulski, sin gospoda iz Borcula, je leta 1284 skupaj z drugimi porok za zagotovila gospoda Lippenskega kölnskemu nadškofu Sigfriedu Westerburškemu. Leta 1324 sta Godfrid Borkulski in njegova žena Liza od grofa Johana Bentheimskega kupila posest v župniji Emblikamp, vključno s tamkajšnjim dvorom.
Henrik, gospod Borkulski, in njegova žena Beatrica sta zapustila samo eno hčer Henriko, ki se je leta 1360 poročila z Gisbertom Bronckhorstskim. Vmes (1358) nastopi Reinald III. Coevordenski kot gospod Borkulski, domnevno kot skrbnik dedinje Henrike. Pravni naslednik Henrike, ki je umrla brez otrok, njen stric Godert Borkulski, imenovan Dodingwerdski, je oblast nad Borculom predal Henrikinemu vdovcu Gisbertu Bronckhorstskemu († 1401).
Grof Oton IV. Diepholški se je leta 1441 poročil s Hedviko Bronkhorstsko, s čimer je rodbina pridobila pravice do tamkajšnjih gospostev Bronkhorst (Brunckhorst) in Borculo (Borkelo), kar se odraža tudi v razširjenem naslovu "Graff zu Diepholz and Brunckhorst Herr zu Borkelohe ",  kot tudi heraldično, v povečanju grba z ustreznim zahtevkom grba Bronkhorsta in Borkela navzdol.

## Grb
Blazon : Tri (2:1) zlate žoge v rdeči barvi. Na okronanem šlemu je rdeč odprt let, vsako krilo na vrhu z zlato kroglo, tretja krogla med njima. Pokrovi čelade so rdeče in zlate barve. 

## Spletne povezave
- Gospostvo Borculo z nasledstvom gospodov Borkelo na GenWiki, obiskano 25. januar 2022.